# Pyrénées-Atlantiques
Les Pyrénées-Atlantiques (/pi.ʁe.ne(z‿)at.lɑ̃.tik/), appelées Basses-Pyrénées jusqu'en 1969, sont un département français situé à l'extrême sud-ouest du territoire de la France métropolitaine, dans la région Nouvelle-Aquitaine. Il tire son nom de la chaîne montagneuse qui le traverse au sud et de l'océan qui le borde à l'ouest. Il est subdivisé en trois arrondissements et sa préfecture est la ville de Pau. L'Insee et La Poste lui attribuent le code 64.
Culturellement, le département réunit deux régions historiques : le Béarn avec Pau comme chef-lieu du département et le Pays basque français avec Bayonne comme ville principale.

## Histoire

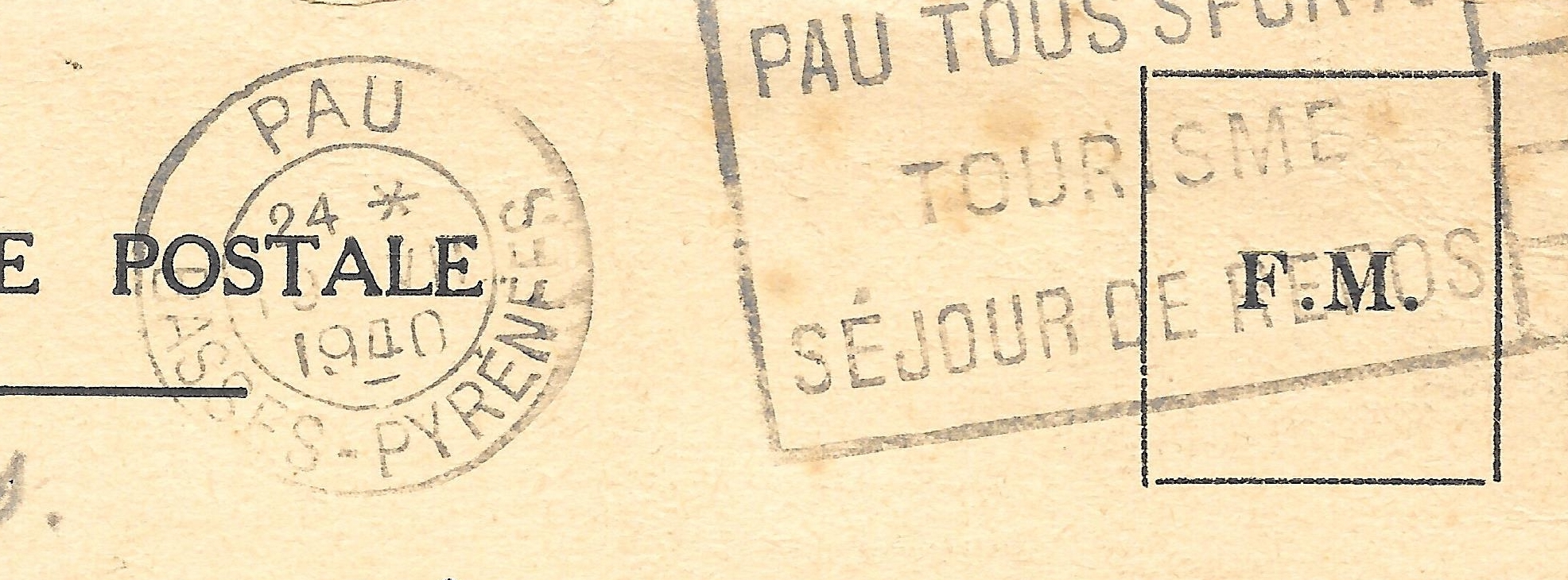
Oblitération Basses-Pyrénées en 1940.

### Création du département (1790)
Ce département est créé au début de la Révolution française sous le nom de « département des Basses-Pyrénées », précisément par un décret du 4 mars 1790 pris en application de la loi du 22 décembre 1789 sur la réorganisation administrative du royaume (création des départements et des communes). Il est formé principalement à partir des territoires traditionnels du Béarn et de la Basse-Navarre, du Labourd et de la Soule (relevant de la province de Gascogne), auxquels sont ajoutées quelques paroisses du Soubestre (relevant de la subdélégation de Saint-Sever). Ce département inclut donc les trois ensembles (Labourd, Basse-Navarre et Soule) constituant ce qu'on appelle aujourd'hui le Pays basque français.
Le territoire départemental est interrompu à l'est par deux enclaves regroupant cinq communes du département voisin des Hautes-Pyrénées (Luquet et Gardères ; Séron, Escaunets et Villenave-près-Béarn).
C'est Navarrenx qui est d'abord choisie comme chef-lieu, mais Pau lui succède dès le 14 octobre 1790[réf. souhaitée].

### Subdivisions: des districts aux arrondissements (1790-1800)
Les Basses-Pyrénées sont divisées en plusieurs districts, correspondant en l'occurrence aux pays traditionnels : les districts de Pau et d'Orthez (Béarn), d'Ustaritz (Labourd), de Saint-Palais (Basse-Navarre), de Mauléon et d'Oloron (Soule). 
Les districts disparaissent en 1795 et lorsque le Consulat crée les arrondissements (sous-préfectures) en 1800, les six districts sont remplacés par cinq arrondissements : Pau, Orthez, Bayonne, Mauléon et Oloron.

### Évolutions ultérieures
En 1926, dans le cadre d'un vaste plan d'économies lancées par le gouvernement de Raymond Poincaré, les arrondissements d'Orthez et de Mauléon sont supprimés. On en arrive alors aux trois arrondissements actuels.
Lorsque, dans les années 1950, sont créées les régions, les Basses-Pyrénées sont un des départements formant la région Aquitaine (chef-lieu : Bordeaux). 
En 1969, le nom du département devient « Pyrénées-Atlantiques » (décret du 10 octobre 1969), car les habitants du département trouvaient le nom des Basses-Pyrénées péjoratif par rapport à celui des Hautes-Pyrénées.
Le 1er janvier 2016, les régions Aquitaine, Poitou-Charentes et Limousin fusionnent pour former la région Nouvelle-Aquitaine (chef-lieu : Bordeaux).

## Géographie

### Situation
Le département des Pyrénées-Atlantiques fait partie de la région Nouvelle-Aquitaine. 
Il est limitrophe des départements des Landes, du Gers et des Hautes-Pyrénées, ainsi que de plusieurs régions d'Espagne, l'Aragon (province de Huesca), la Navarre et le Pays basque (province de Guipuscoa). 

### Relief
Le département est bordé à l'ouest par l'océan Atlantique (golfe de Gascogne, mer Cantabrique). Le littoral est couramment appelé « côte basque ». 
La chaîne des Pyrénées traverse le département d'est en ouest depuis le col d'Aubisque jusqu'à l'embouchure de la Bidassoa à Hendaye. La frontière avec l'Espagne suit la chaîne pyrénéenne, pas toujours sur la ligne de crête.
Le point culminant se trouve au pic Palas (commune de Laruns), dans le massif du Balaïtous, à la frontière franco-espagnole, à 2 974 mètres.
Le sommet de la Rhune (900 m) est particulièrement connu en raison de sa proximité du littoral (une dizaine de kilomètres) et de sa tradition touristique ancienne (train de la Rhune).

Paysages des Pyrénées-Atlantiques :
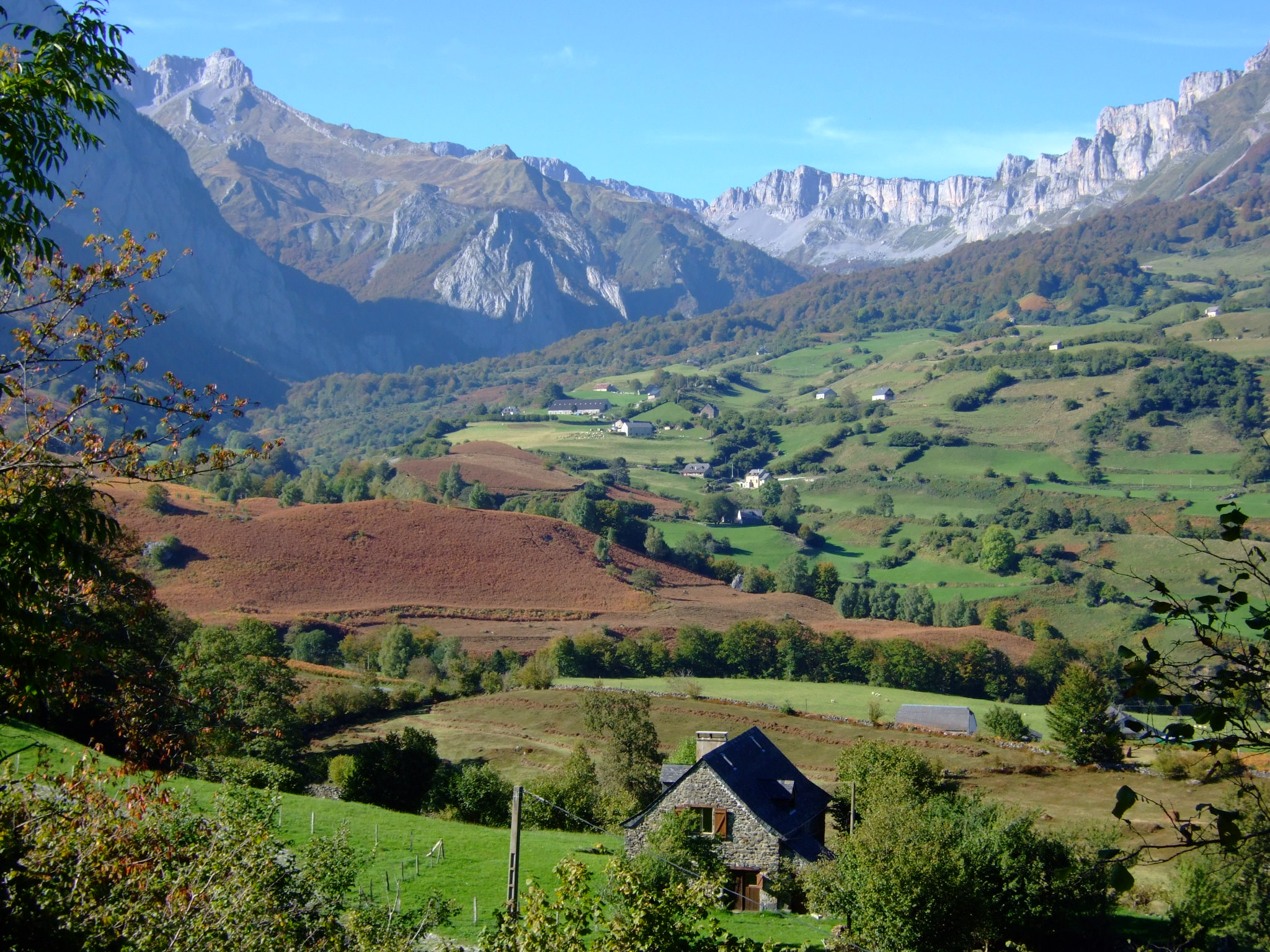
Lescun, vue en direction du pas d'Azuns, dans le sud-est.
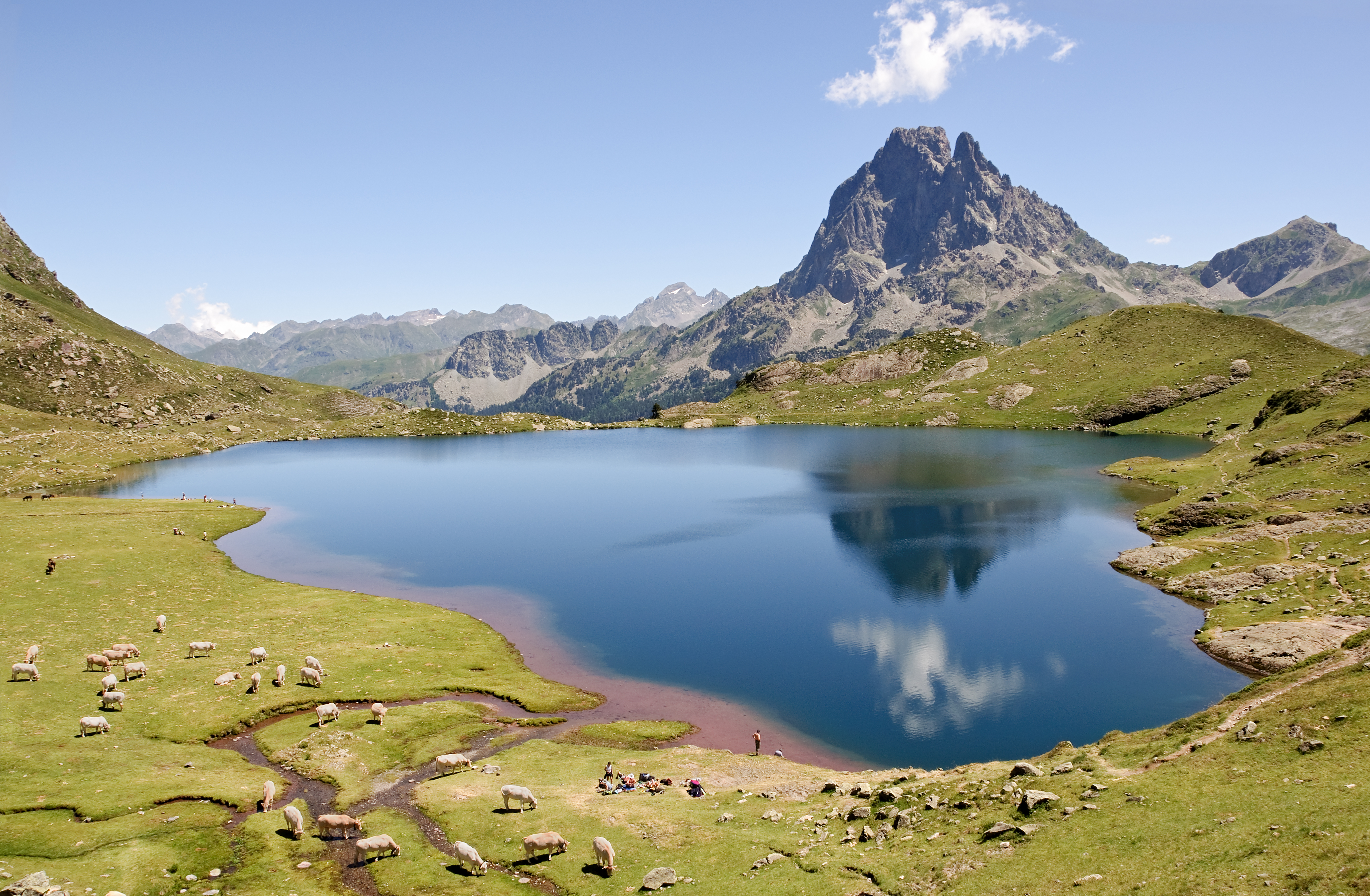
Le lac Gentau reflétant le pic du Midi d'Ossau, dans le sud-est.
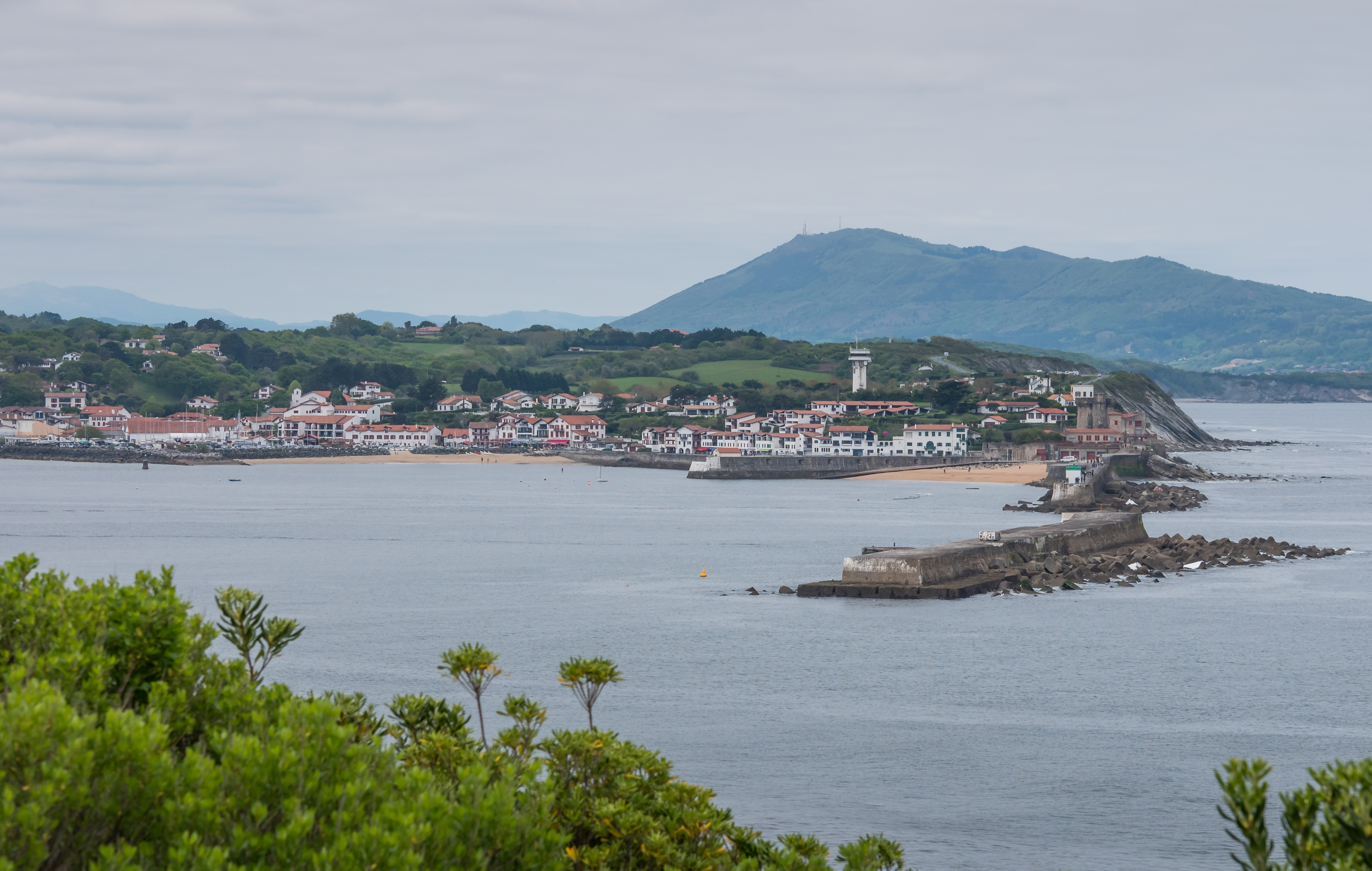
La côte vers Saint-Jean-de-Luz, à l'ouest.
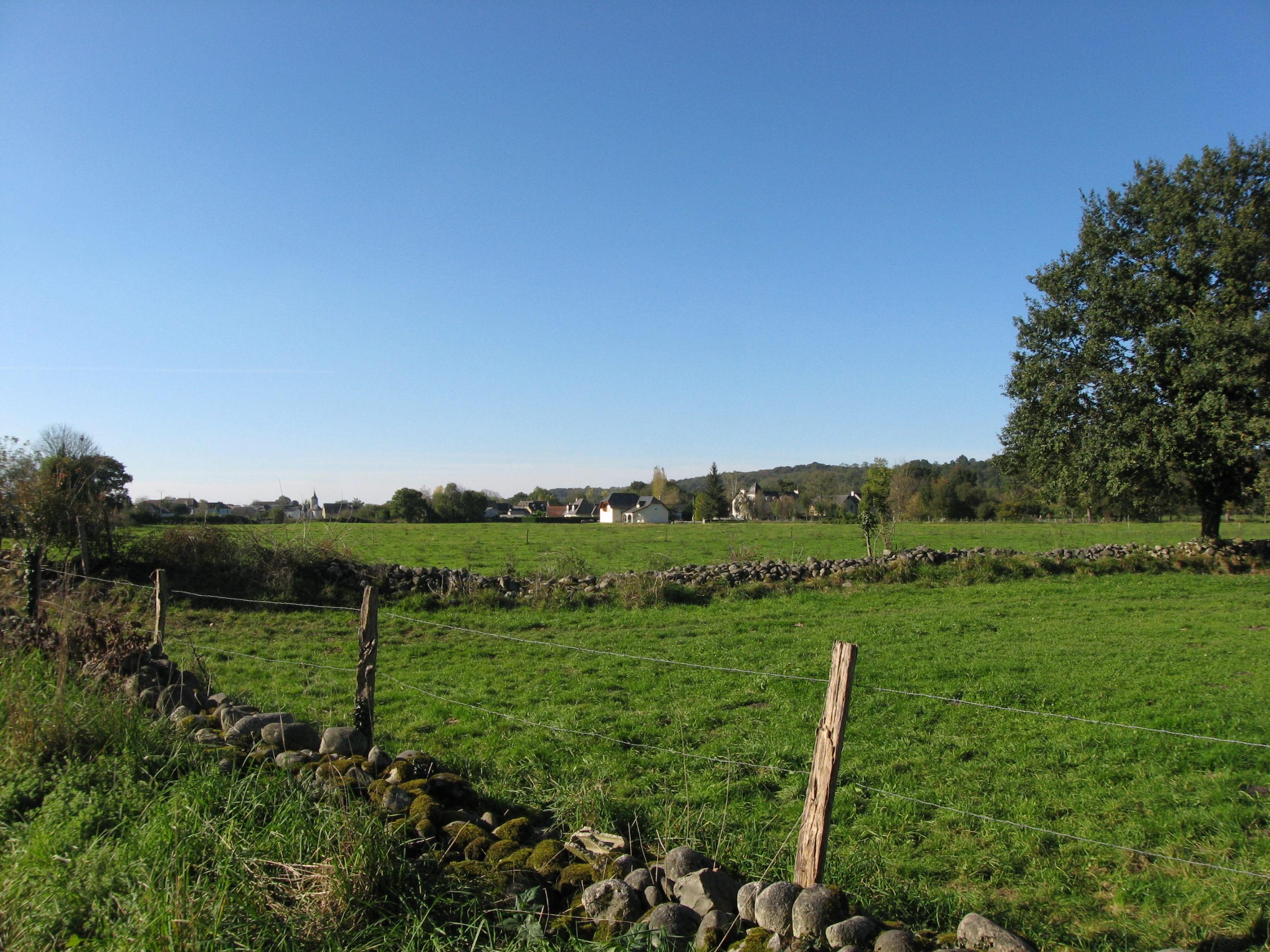
Précilhon, en plaine, au centre-est.

### Hydrographie
- Adour
- Gave de Pau
- Nivelle, Nive,
- Gave d'Oloron, etc.

### Voies de communication
- autoroutes : 
  - A63 : Bordeaux-Hendaye-(Espagne) ;
  - A64 : Bayonne-Toulouse par Pau, Tarbes et Saint-Gaudens ;
  - A65 : Bordeaux-Pau par Langon et Mont-de-Marsan

- routes transfrontalières vers Irun
  - le point de passage principal se trouve à Biriatou (franchissement autoroutier vers Irun est)
  - un pont routier franchit la Bidassoa à Hendaye (vers Irun centre)
  - un autre pont routier se trouve à Urrugne (vers Irun est, quartier de Behobia) ;

- route transfontalières pyrénéennes 
  - route de Pampelune (Navarre) à Saint-Jean-Pied-de-Port par le col de Roncevaux ;
  - route de Pampelune à Saint-Etienne-de-Baïgorry par le col d'Urquiada, le Pays Quint et les Aldudes ;
  - route de Pampelune à Ainhoa par le col de Dantxaria.

## Climat

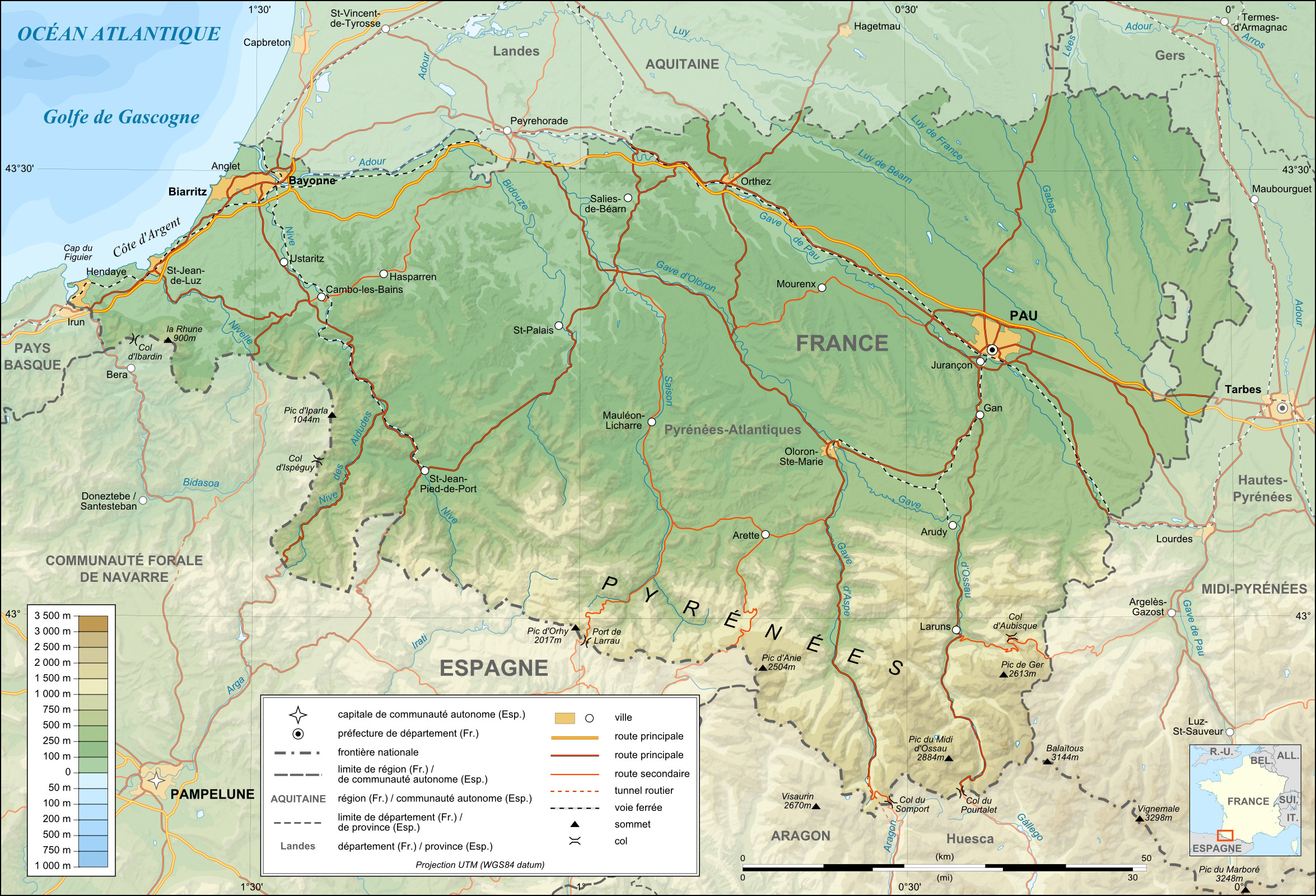
Carte topographique des Pyrénées-Atlantiques.

Les Pyrénées-Atlantiques connaissent une variation d'altitude de près de 3 000 mètres entre les points le plus bas et le plus élevé.
On rencontre donc plusieurs types de climat. La température moyenne du département s'abaisse depuis les plaines jusqu'aux sommets les plus élevés, où il peut neiger à toute période.
La température dite normale est celle des plaines : elle est exceptionnellement douce. Le climat a plusieurs caractéristiques :
- faibles écarts de température ;
- douceur.

## Économie
- Liste des entreprises des Pyrénées-Atlantiques

## Accord de coopération
- Province de Misiones (Argentine) depuis 2012

## Démographie

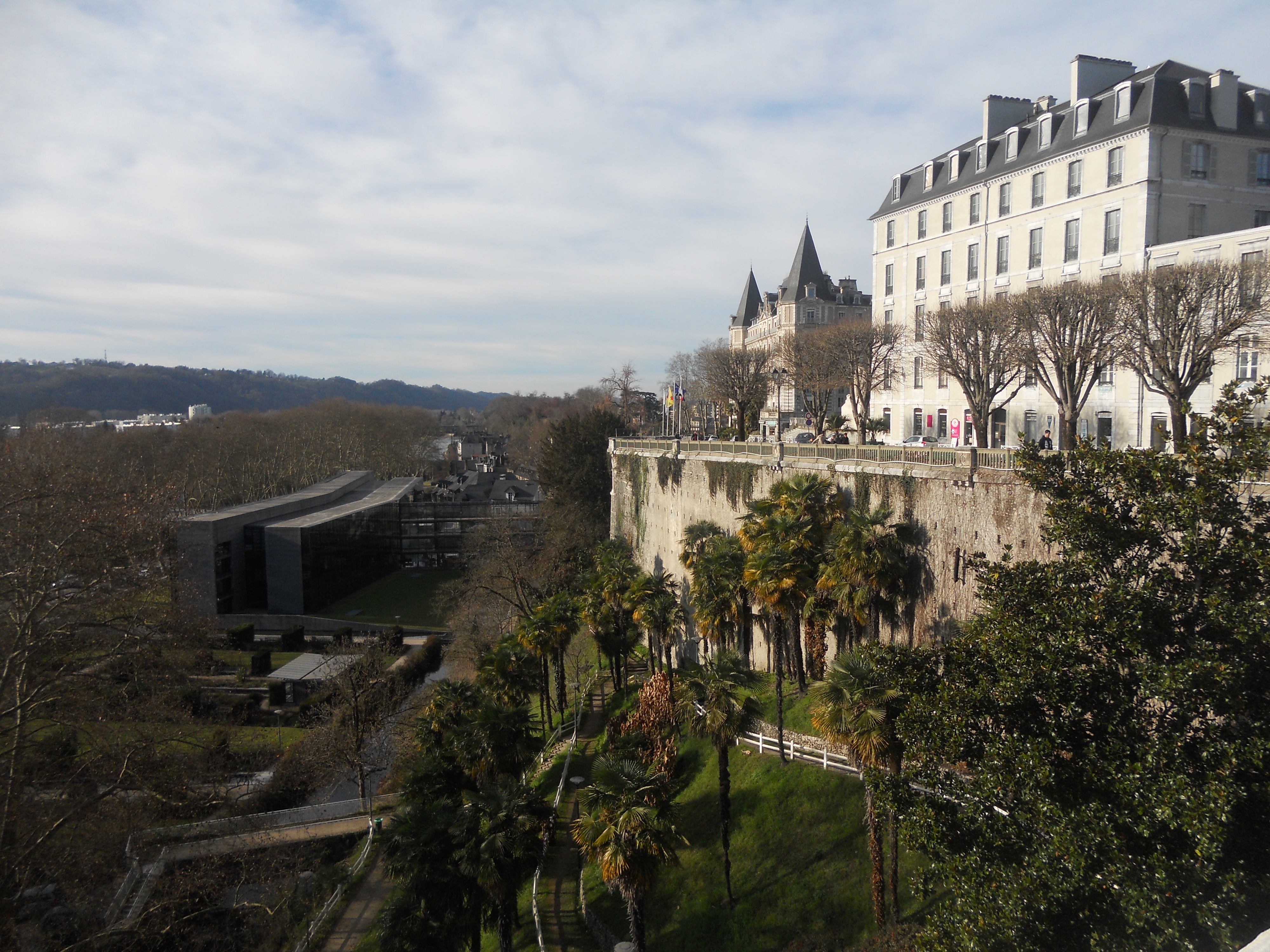
L'hôtel du département en contrebas du boulevard des Pyrénées à Pau.

Il ne semble pas y avoir de nom particulier pour désigner les habitants des Pyrénées-Atlantiques. La partie occidentale est principalement habitée par les Basques et la partie orientale par les Béarnais, qui depuis la Révolution et la création du département partagent le même département. Cependant, de 1790 à 1969, les habitants étaient appelés Bas-Pyrénéens. Les Pyrénées-Atlantiques ont un taux de fécondité au-dessous de la moyenne française avec 1,7 enfant par femme.

En 2022, le département comptait 699 473 habitants, en évolution de +3,78 % par rapport à 2016 (France hors Mayotte : +2,11 %).
| 1791 | 1801    | 1806    | 1821    | 1826    | 1831    | 1836    | 1841    | 1846    |
| ---- | ------- | ------- | ------- | ------- | ------- | ------- | ------- | ------- |
| -    | 355 573 | 382 575 | 399 474 | 412 469 | 428 401 | 446 398 | 451 683 | 457 832 |

| 1851    | 1856    | 1861    | 1866    | 1872    | 1876    | 1881    | 1886    | 1891    |
| ------- | ------- | ------- | ------- | ------- | ------- | ------- | ------- | ------- |
| 446 997 | 436 442 | 436 628 | 435 486 | 426 700 | 431 525 | 434 366 | 432 999 | 425 033 |

| 1896    | 1901    | 1906    | 1911    | 1921    | 1926    | 1931    | 1936    | 1946    |
| ------- | ------- | ------- | ------- | ------- | ------- | ------- | ------- | ------- |
| 423 572 | 426 347 | 425 817 | 433 318 | 402 981 | 414 556 | 422 719 | 413 411 | 415 797 |

| 1954    | 1962    | 1968    | 1975    | 1982    | 1990    | 1999    | 2006    | 2011    |
| ------- | ------- | ------- | ------- | ------- | ------- | ------- | ------- | ------- |
| 420 019 | 466 038 | 508 734 | 534 748 | 555 696 | 578 516 | 600 018 | 636 849 | 656 608 |

| 2016    | 2021    | 2022    | - | - | - | - | - | - |
| ------- | ------- | ------- | - | - | - | - | - | - |
| 673 986 | 693 027 | 699 473 | - | - | - | - | - | - |

### Communes les plus peuplées

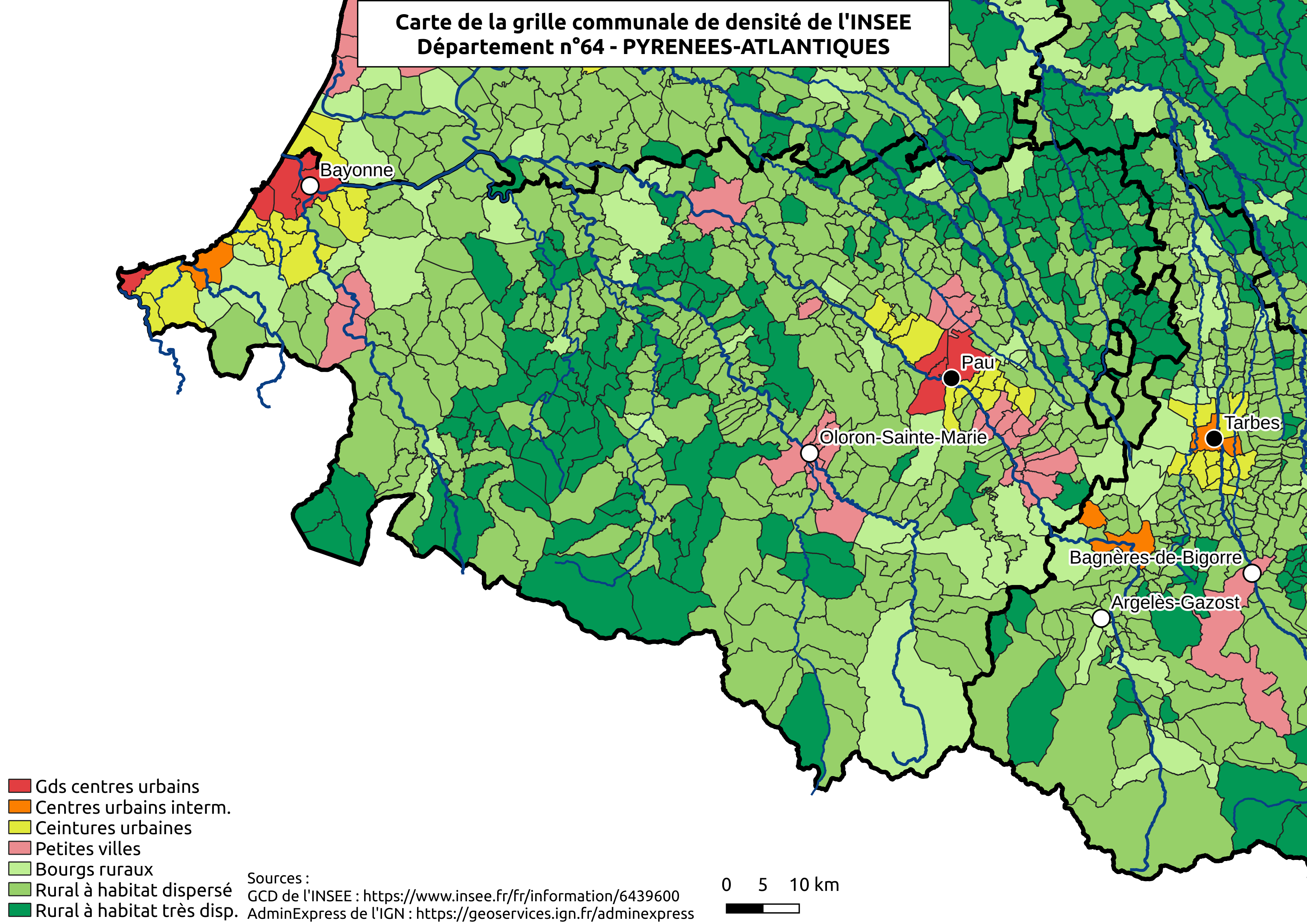
Carte de la grille communale de densité de l'INSEE

| Nom                 | Code Insee | Intercommunalité      | Superficie (km2) | Population (dernière pop. légale) | Densité (hab./km2) | Modifier                                    |
| ------------------- | ---------- | --------------------- | ---------------- | --------------------------------- | ------------------ | ------------------------------------------- |
| Pau                 | 64445      | CA Pau Béarn Pyrénées | 31,51            | 78 620 (2022)                     | 2 495              | modifier les données · modifier les données |
| Bayonne             | 64102      | CA du Pays Basque     | 21,68            | 53 312 (2022)                     | 2 459              | modifier les données · modifier les données |
| Anglet              | 64024      | CA du Pays Basque     | 26,93            | 42 288 (2022)                     | 1 570              | modifier les données · modifier les données |
| Biarritz            | 64122      | CA du Pays Basque     | 11,66            | 25 810 (2022)                     | 2 214              | modifier les données · modifier les données |
| Hendaye             | 64260      | CA du Pays Basque     | 7,95             | 18 074 (2022)                     | 2 273              | modifier les données · modifier les données |
| Saint-Jean-de-Luz   | 64483      | CA du Pays Basque     | 19,05            | 14 690 (2022)                     | 771                | modifier les données · modifier les données |
| Billère             | 64129      | CA Pau Béarn Pyrénées | 4,57             | 14 037 (2022)                     | 3 072              | modifier les données · modifier les données |
| Lons                | 64348      | CA Pau Béarn Pyrénées | 11,53            | 13 708 (2022)                     | 1 189              | modifier les données · modifier les données |
| Orthez              | 64430      | CC de Lacq-Orthez     | 45,86            | 10 836 (2022)                     | 236                | modifier les données · modifier les données |
| Oloron-Sainte-Marie | 64422      | CC du Haut Béarn      | 68,31            | 10 658 (2022)                     | 156                | modifier les données · modifier les données |
| Urrugne             | 64545      | CA du Pays Basque     | 50,57            | 10 594 (2022)                     | 209                | modifier les données · modifier les données |
| Lescar              | 64335      | CA Pau Béarn Pyrénées | 26,50            | 9 540 (2022)                      | 360                | modifier les données · modifier les données |
| Boucau              | 64140      | CA du Pays Basque     | 5,82             | 8 934 (2022)                      | 1 535              | modifier les données · modifier les données |
| Ustaritz            | 64547      | CA du Pays Basque     | 32,75            | 7 684 (2022)                      | 235                | modifier les données · modifier les données |
| Bidart              | 64125      | CA du Pays Basque     | 12,15            | 7 674 (2022)                      | 632                | modifier les données · modifier les données |

## Culture

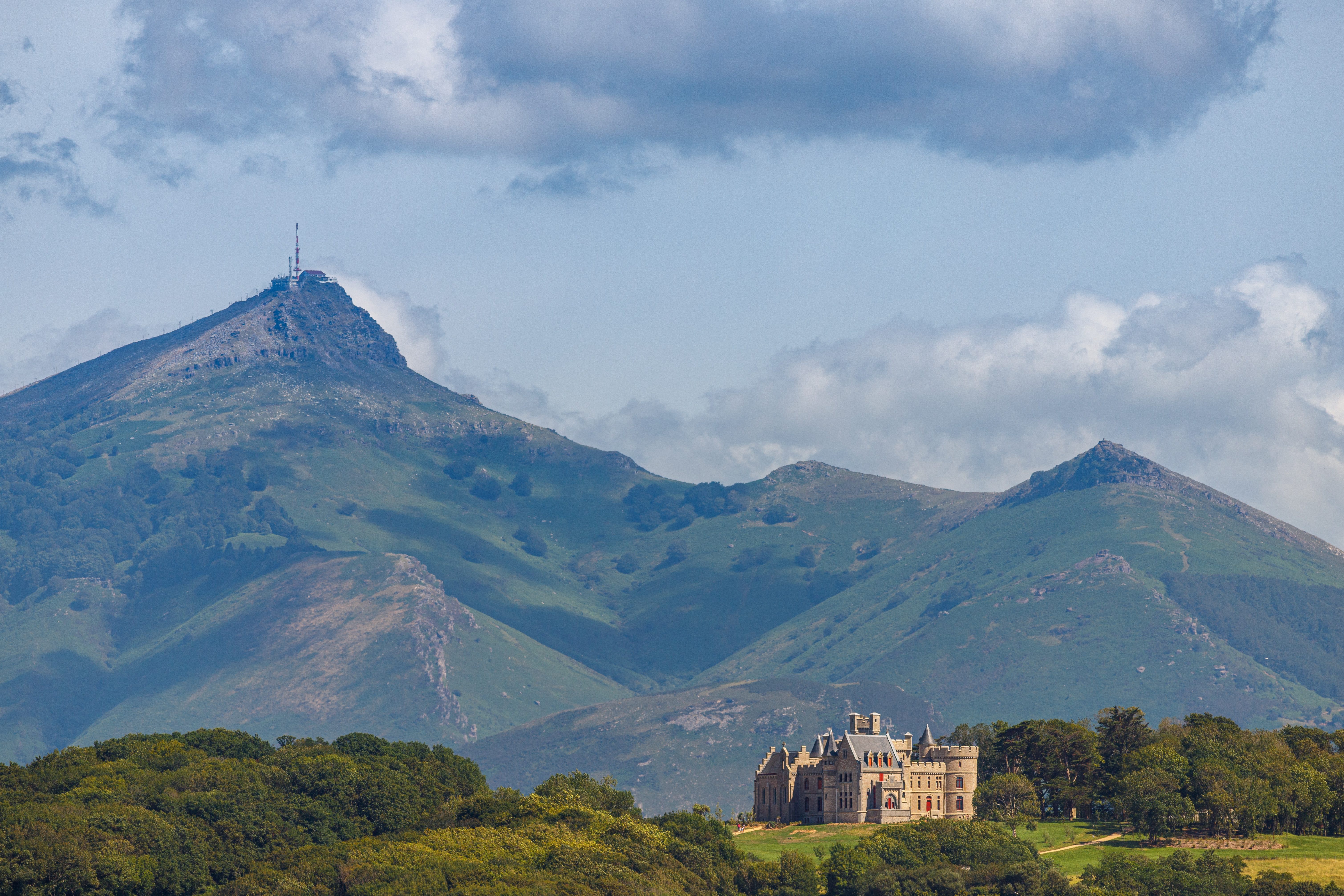
Le château d'Abbadia et la Rhune dans les Pyrénées-Atlantiques. Juillet 2020.

- Liste de personnalités des Pyrénées-Atlantiques

### Langues
Le français est la langue officielle, comme dans le reste du territoire français.
Les langues autochtones sont au nombre de deux : l'occitan (dialecte gascon/béarnais) et le basque.

#### Gascon/Béarnais

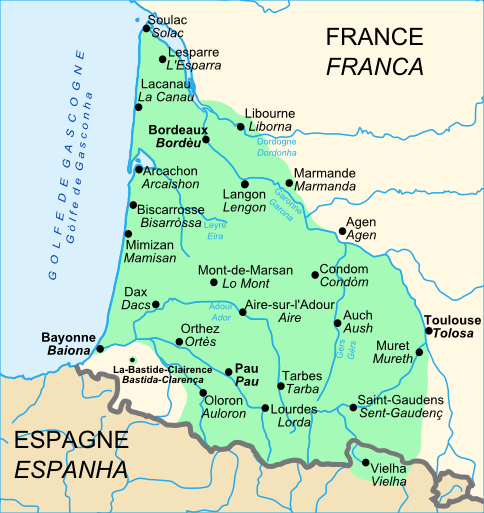
Limites linguistiques du gascon.

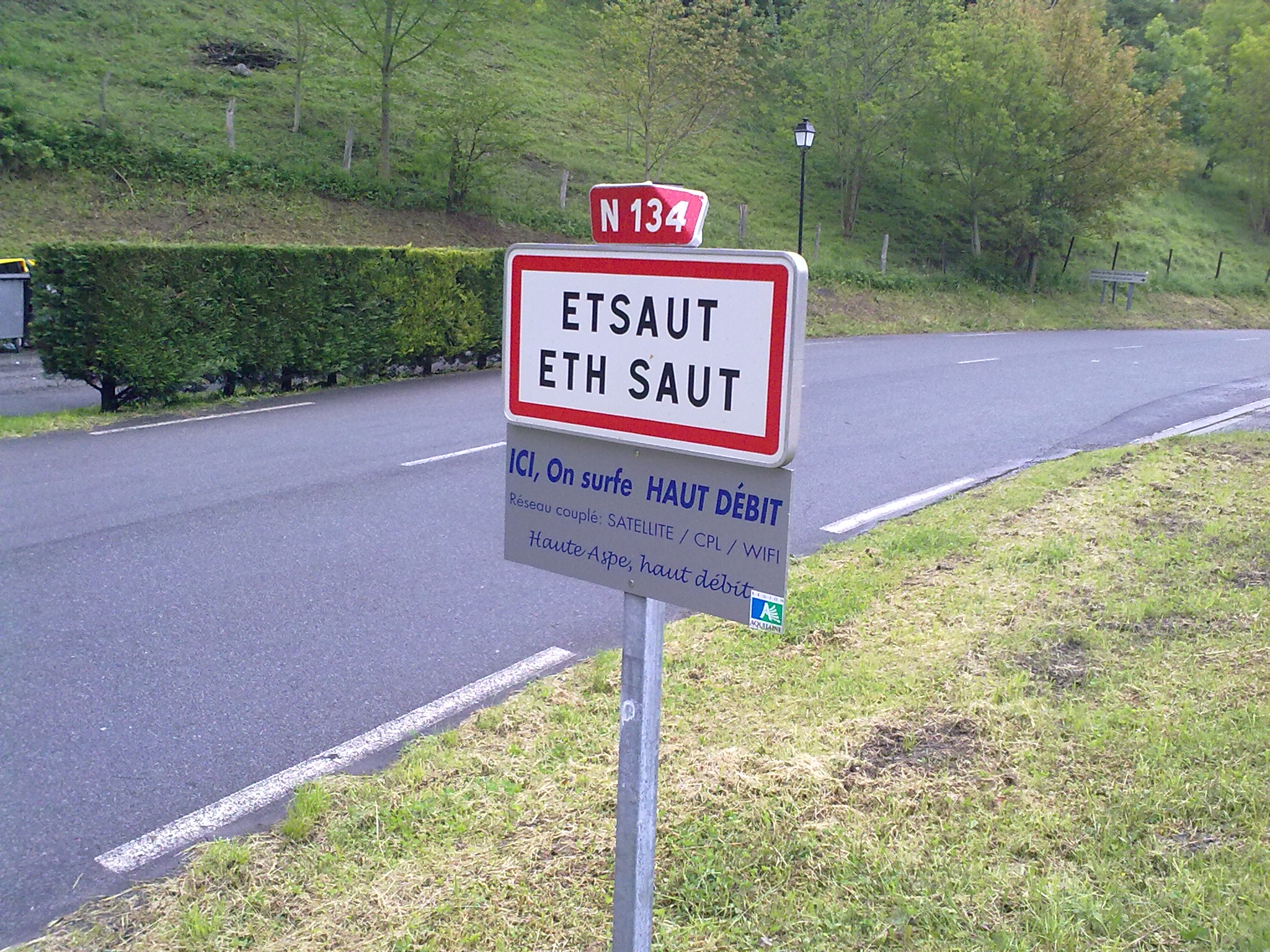
Signalisation bilingue en français et en béarnais à Etsaut.

Le gascon, langue occitane, est parlé principalement en Béarn où il prend le nom de béarnais, ainsi que dans plusieurs communes de la communauté d'agglomération du Pays Basque situées sur la limite linguistique : Montory, Lichos, Osserain-Rivareyte, Bergouey-Viellenave, Arancou, Came, Bidache, Sames, Guiche, Urt, Biarritz, Anglet, Bayonne et Boucau. La Bastide-Clairence, commune située dans la province basque de Basse-Navarre, constitue une enclave de langue gasconne en territoire basque. De par leur particularité linguistique, ces communes sont souvent qualifiées de nos jours de sharnègas en gascon ou xarnegu en basque (métisses en français).
Le gascon/béarnais est enseigné à ce jour[Quand ?] dans l'enseignement public et l'enseignement catholique privé sous contrat d'association via le système de la parité horaire. Des écoles privées associatives, les écoles Calandreta, proposent quant à elles un enseignement immersif.

#### Basque

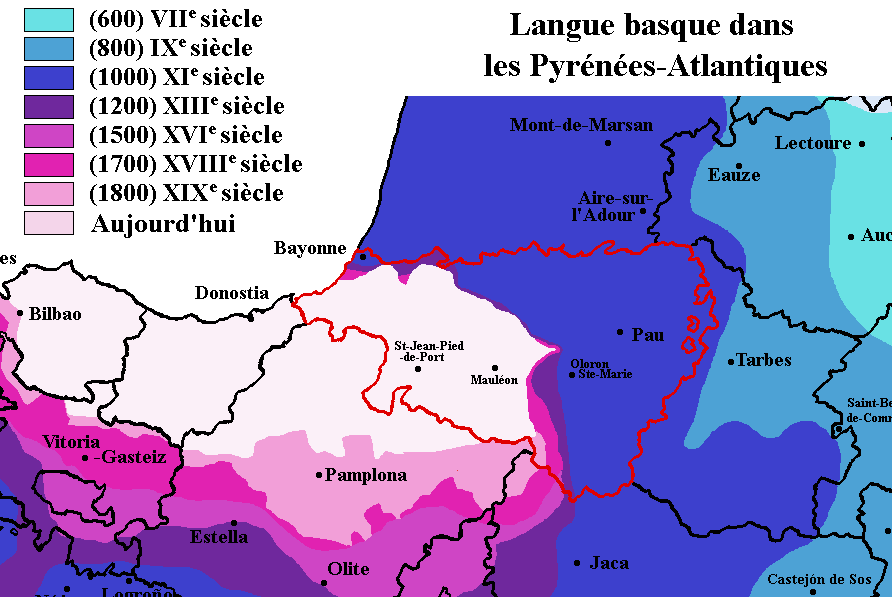
La langue basque dans les Pyrénées-Atlantiques.

La langue basque est parlée dans les Pyrénées-Atlantiques dans ses variantes dialectales navarro-labourdine et souletine.
On la retrouve principalement dans les trois provinces basques de France que sont le Labourd, la Basse-Navarre et la Soule, ainsi que dans la commune d'Esquiule rattachée à la communauté de communes du piémont oloronais ainsi qu'au Béarn.
La langue basque est enseignée à ce jour[Quand ?] dans l'enseignement public et l'enseignement catholique privé sous contrat d'association via les systèmes bilingue et immersif. Des écoles privées associatives, les ikastolas, proposent quant à elles un enseignement immersif total.

### «Villes et pays d'art et d'histoire»
Le département compte trois villes labellisées : Bayonne, Oloron-Sainte-Marie et Pau ainsi que trois pays d'art et d'histoire : le pays du Béarn des Gaves, le pays des Pyrénées béarnaises et le pays de Saint-Jean-de-Luz et Ciboure.

### Autres distinctions
Cinq villages sont classés Les Plus Beaux Villages de France. En Béarn, Navarrenx et au Pays basque, Sare, Ainhoa, Saint-Jean-Pied-de-Port et La Bastide-Clairence.
De plus Navarrenx est considérée comme la capitale mondiale de la pêche au saumon[réf. souhaitée].

### Gastronomie
Le Béarn et le Pays basque français, offrent toutes les spécialités gastronomiques du Sud-Ouest :
- foie gras, confit, magret, cou farci et autres plats dérivés du canard et de l'oie ;
- les palombes et leurs dérivés ;
- les salés et confits ;
- les cèpes ;
- la piperade ;
- la garbure ;
- la tomme des Pyrénées ;
- le madiran, vin produit dans les Hautes-Pyrénées, le Béarn et le Gers ;
- le pacherenc ;
- le cidre, (poumade à l'est, sagarno à l'ouest).

Le Béarn a développé quelques spécialités :
- la broye, spécialité de maïs
- les gras doubles
- la poule au pot ;
- le tourin blanchi ;
- la charcuterie béarnaise, très poivrée et souvent relevée à l'ail ;
- le haricot maïs du Béarn
- la daube de Noël (estoufàt)
- le fromage de brebis fermier
- le greuil
- les crespèts (beignets de Carnaval)
- la truite et le saumon sauvage des Gaves
- le piment béarnais ;
- le sel de Salies-de-Béarn ;
- le Russe ;
- la tourtière béarnaise ;
- le gàrfou ;
- les coucougnettes ;
- le pastis bourrit béarnais ;
- la pêche roussanne ;
- les bonbons au miel de la vallée d'Ossau ;
- les confitures et miels des Pyrénées ;
- le jurançon, AOC vin blanc sec ou moelleux ;
- le Béarn-Bellocq, AOC vin rouge ;
- l'eau minérale d'Ogeu.

La sauce béarnaise n'a rien de béarnais puisqu'elle a été inventée en région parisienne.
Le Pays basque a aussi ses spécialités :
- l'axoa ;
- les piquillos farcis ;
- le marmitako ;
- le ttoro ;
- le txangurro ;
- le merlu koxkera ;
- la bacalao al pil-pil ;
- le thon grillé à la basquaise ;
- les chipirones ;
- la truite rose de Banka confite ;
- la charcuterie basquaise (chichon, ventrèche ou xingar, chistorra, jambon Kintoa, jambon Ibaïama, jambon Manex entier à l'os, etc.) ;
- la txuleta ;
- le txillindron ;
- le zikiro ;
- les escargots à la bayonnaise ;
- les gras-doubles ;
- le piment d'Espelette ; le piment d'Anglet ;
- le safran du Pays Basque ;
- le poulet basquaise ;
- les yaourts au lait caillé de brebis ;
- le fromage de brebis ou ardi gasna ;
- les taloas ;
- le chocolat bayonnais ;
- le flan basque koka ;
- la tarte fine à la basquaise ;
- la tarte au greuil de brebis ;
- les macarons de Saint-Jean-de-Luz ;
- le pain d'épices d'Ainhoa ;
- le 64 ;
- le gâteau basque ;
- le touron basque ;
- le "béret basque" (pâtisserie)
- les kanougas ;
- les mouchous ;
- les rochers, les palets et les baisers de l'impératrice de Biarritz ;
- les ardi babak (noisettes caramélisées et enrobées de praliné et de cacao) ;
- le puits d'amour de xabi ;
- les sablés de Saint-Pée-sur-Nivelle ;
- l'Irouléguy (AOC) ;
- les bières artisanales basques ;
- le patxaran ;
- l'Izarra ;
- les eaux-de-vie et liqueurs de Saint-Jean-Pied-de-Port ;
- la pomme basque et ses dérivés ;
- la cerise noire d'Itxassou.

Quant au célèbre jambon de Bayonne, il est commun au Béarn et au Pays basque car il est préparé à proximité des marais salants de l'ensemble du bassin hydrographique de l'Adour. Le fromage ossau-iraty bénéficiant d'une appellation d'origine contrôlée, partage aussi cette appartenance commune basco-béarnaise.
On notera aussi le célèbre gâteau russe repris par Artiguarrède, à Oloron-Sainte-Marie et Pau.

### Architecture

#### Les maisons
La vie sociale et politique des Basques s'organise autour de l’etxe, car seuls les chefs de famille propriétaires d’une maison assistaient aux assemblées du village. C’est l'élément initial d’intégration dans la communauté. L’aîné de la famille héritait de la maison.
Comme l’etxe, la maison basque, la casa (ou ostau) béarnaise est la pierre angulaire de l’identité de la famille. La hiérarchie sociale s'établissait sur la base de la « case » transmise avec l’ensemble des terres à l’aîné. La maison béarnaise est bâtie avec des galets du gave gris dans le mortier. Des tuiles plates ou plus fréquemment des ardoises sont présentes sur les toits. L’une des caractéristiques essentielles de la maison béarnaise est ainsi sa toiture : la pente peut atteindre 50°, ou même plus.
Au Pays basque comme dans le Béarn, les maisons varient selon les vallées, selon les aires géographiques.

## Tourisme
- Zoo d'Asson

### Les résidences secondaires
Selon le recensement général de la population du 1er janvier 2008, 13,4 % des logements disponibles dans le département étaient des résidences secondaires.
Ce tableau indique les principales communes des Pyrénées-Atlantiques dont les résidences secondaires et occasionnelles dépassent 10 % des logements totaux en 2008 :
| Commune               | Population SDC | Nombre de logements | Résidences secondaires | % résidences secondaires |
| --------------------- | -------------- | ------------------- | ---------------------- | ------------------------ |
| Eaux-Bonnes           | 424            | 2 280               | 2 016                  | 88,42 %                  |
| Lescun                | 181            | 345                 | 232                    | 67,25 %                  |
| Arette                | 1 091          | 1 359               | 854                    | 62,84 %                  |
| Laruns                | 1 343          | 1 524               | 798                    | 52,41 %                  |
| Bidart                | 6 038          | 5 252               | 2 507                  | 47,73 %                  |
| Guéthary              | 1 332          | 1 178               | 548                    | 46,52 %                  |
| Saint-Jean-de-Luz     | 13 844         | 12 726              | 5 579                  | 43,84 %                  |
| Ciboure               | 6 719          | 5 745               | 2 381                  | 41,43 %                  |
| Biarritz              | 26 273         | 24 027              | 9 409                  | 39,16 %                  |
| Hendaye               | 14 081         | 11 313              | 4 332                  | 38,30 %                  |
| Sare                  | 2 361          | 1 270               | 277                    | 21,83 %                  |
| Urrugne               | 8 196          | 4 423               | 943                    | 21,33 %                  |
| Cambo-les-Bains       | 6 177          | 3 279               | 645                    | 19,67 %                  |
| Arcangues             | 3 120          | 1 557               | 297                    | 19,08 %                  |
| Ascain                | 3 791          | 1 856               | 329                    | 17,74 %                  |
| Saint-Pée-sur-Nivelle | 5 391          | 2 653               | 460                    | 17,34 %                  |
| Anglet                | 37 897         | 21 972              | 2 939                  | 13,38 %                  |
| Salies-de-Béarn       | 4 812          | 2 907               | 356                    | 12,25 %                  |

Sources :
- Source Insee, chiffres au 01/01/2008.

## Politique
- Conseil départemental des Pyrénées-Atlantiques
- Liste des députés des Pyrénées-Atlantiques
- Liste des sénateurs des Pyrénées-Atlantiques
- Liste des conseillers généraux des Pyrénées-Atlantiques
- Liste des présidents du conseil général des Pyrénées-Atlantiques

Certains mouvements politiques locaux de l'ouest du département demandent la partition des Pyrénées-Atlantiques, et donc la séparation administrative en deux départements : le Pays basque français et le Béarn.

## Administration
Le département comporte une préfecture, Pau, et deux sous-préfectures, Bayonne et Oloron-Sainte-Marie.
En ce qui concerne l'intercommunalité, le département compte 9 groupements de communes à fiscalité propre : 7 communautés de communes, plus une dont le siège est situé dans les Hautes-Pyrénées, et 2 communautés d'agglomération (la CA du Pays Basque et la CA Pau Béarn Pyrénées).
Jusqu'au 1er janvier 2017, le département avait 26 communautés de communes et 3 communautés d'agglomération : la communauté d'agglomération de Pau-Pyrénées, l'agglomération Côte Basque-Adour et l'agglomération Sud Pays basque.
- Liste des intercommunalités des Pyrénées-Atlantiques
- Liste des préfets des Pyrénées-Atlantiques
- Liste des communes des Pyrénées-Atlantiques
- Anciennes communes des Pyrénées-Atlantiques